# Izabella utca
Izabella utca est une rue de Budapest, située dans les quartiers de Terézváros (6e arrondissement) et d'Erzsébetváros (7e arrondissement).